# ペマフィブラート
ペマフィブラート（英：Pemafibrate）はパルモディアの商品名で販売されているα型ペルオキシソーム増殖剤活性化受容体（PPARα）アゴニストである。興和により開発、販売されている。
2017年7月、医薬品医療機器総合機構が日本で承認した。